# Ski de fond aux Jeux olympiques de 1932
Navigation
Saint-Moritz 1928 Garmisch-Partenkirchen 1936
Les épreuves de ski de fond aux Jeux olympiques d'hiver de 1932 se déroulent les 10 et 13 février 1932.

## Site des compétitions
Autour de Lake Placid, de nombreuses parties boisées sont utilisées tout au long de l'année pour des courses de ski de fond et de la randonnée touristique. Des différentes d'élévation entre 100 et 300 mètres permettent également de pouvoir créer des parcours difficiles. 

## Déroulement des épreuves
Les compétitions de ski de fond restent l'apanage des Scandinaves mais les Norvégiens, qui ont longtemps fait preuve d'une nette supériorité dans la spécialité trouvent des rivaux de leur classe dans les Suédois et les Finlandais.
Disputée le 10 février 1932, la course de 18 kilomètres voit le triomphe du Suédois Sven Utterström, nettement devant tous ses adversaires dans un temps de 1 h 23 min 7 s. Il est accompagné sur le podium par son compatriote Axel Wikström qui termine à deux minutes du vainqueur et le Finlandais Veli Saarinen qui a talonné Wikström jusqu'à la fin de la course. Le troisième Suédois, Karl Lindberg n'a pas pris le départ après s'être cassé l'épaule à l'entraînement et a été remplacé par Sivert Mattison qui a terminé la course onzième. L'épreuve est difficile, si bien que Grottumbratten s'évanouit à l'arrivée. Les médecins estiment qu'il n'a pas le cœur assez solide pour disputer une course si dure.
La course de 50 kilomètres se tient le 12 février 1932, jour de clôture des Jeux. Les Scandinaves espèrent prendre une revanche sur les sportifs locaux, les Américains, qui leur ont infligé des défaites dans d'autres compétitions. Elle voit un nouveau doublé, cette fois-ci des Finlandais. Médaillé deux jours plus tôt, Veli Saarinen, déjà en tête à la mi-course, obtient le titre olympique en concluant la course en 4 h 28,. Il devance son compatriote Väinö Liikkanen,.

## Podiums
| Épreuves     | Or              | Argent          | Bronze           |
| 18 km Hommes | Sven Utterström | Axel Wikström   | Veli Saarinen    |
| 50 km Hommes | Veli Saarinen   | Väinö Liikkanen | Arne Rustadstuen |

## Tableau des médailles
| Rang | Nations  |   |   |   | Total |
| ---- | -------- | - | - | - | ----- |
| 1er  | Finlande | 1 | 1 | 1 | 3     |
| 2e   | Suède    | 1 | 1 | 0 | 2     |
| 3e   | Norvège  | 0 | 0 | 1 | 1     |